# Chishtian
Chishtian (Urdu چشتیاں) ist eine Stadt im Distrikt Bahawalnagar in der Provinz Punjab in Pakistan. Sie befindet sich südlich von Faisalabad.

## Geschichte
Die Stadt erlebte 2013 bewaffnete sektiererische Gewalt zwischen sunnitischen und schiitischen Muslimen. Die lokalen Behörden forderten die pakistanische Armee auf, Ordnung in die Situation zu bringen, was möglicherweise eine Reaktion auf ähnliche Gewalt in Rawalpindi am Vortag war.

## Bevölkerungsentwicklung
| Zensusjahr | Einwohnerzahl |
| ---------- | ------------- |
| 1972       | 38.496        |
| 1981       | 61.959        |
| 1998       | 102.287       |
| 2017       | 149.939       |

## Wirtschaft
Chishtian hat einen großen Getreidemarkt, der das wirtschaftliche Zentrum der Stadt ist. Es gibt mehrere Mehl- und Zuckerverarbeitungsanlagen.

## Galerie

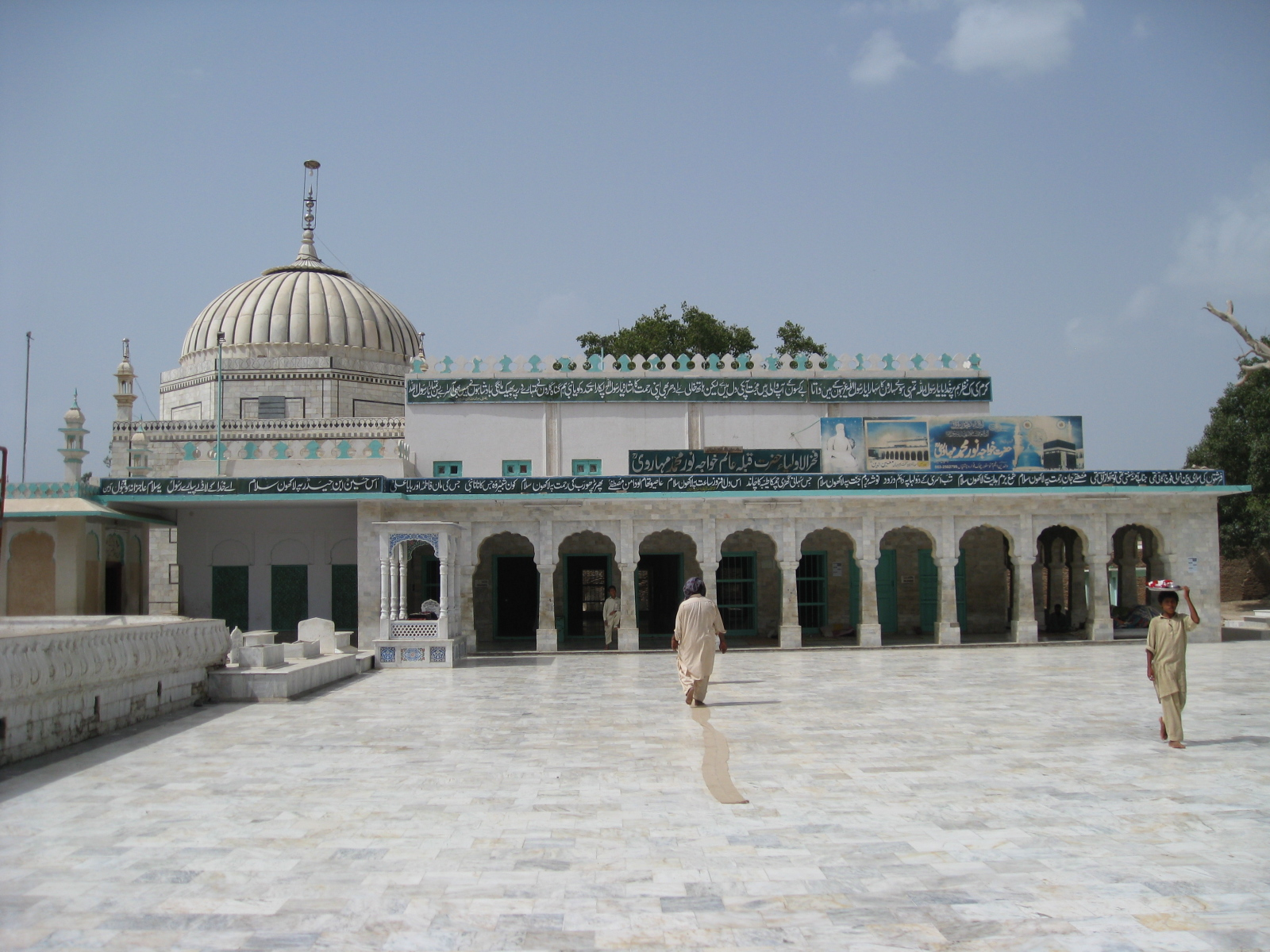